# ラゾニック
LASONiC（ラゾニック）は、中華民国の台南市に本社を置く永富電器公司（Yung Fu Electric Appliances）によって1980年代から1990年代半ばにかけて製造されたラジオカセットなどの家電製品およびその商標。

## 概要
ラジカセの他にもDVDホームシアターシステム、テレビ、DVDプレーヤー、CDプレーヤー、FMラジオ、スピーカー、また近年ではMP3/MP4プレーヤー、デジタルフォトフレームもLASONiCの商標で販売されている。

1978年、永富科技電器公司（Yung Fu Technology Electrical Corporation）として創業、アメリカ合衆国カルフォルニア州アーウィンデールに本社を構えるラゾニックエレクトロニクス（Lasonic Electronics Corporation）に製品を輸出し、ポータブルオーディオビジネスを開始した。 "LASONiC" の商標はこのときに制定され、2011年にロゴが改められた。

### 機種一覧
- TRC-905[9]
- TRC-908, 909S, 910B, 911[9]
- TRC-918[6]
- TRC-920 - 1985年発売[3]
- TRC-922 - 1984[9]～1985年発売[3]
- TRC-926[9]
- TRC-928[9]
- TRC-931、1985[3]～1986年[10]発売
- TRC-935 - 1985年発売[3]
- L-30 - 1985年発売[3]
- L-30K - 1985年発売[3]
- MacDaddy[6]
- Jumbo TRC-951[9]
- Jumbo TRC-975 - 1988年発売[3]
- TRC-931 [Retro 1] - 1995年発売[3][10]
- i931 - 2008年発売。iPodまたはUSBメモリから音楽再生が可能となった。
- i931X (ブラック、ホワイト、レッド), i931X ゴールド
- i931bt - 2011年発売。2012年にはBluetooth対応モデルとして再設計されたモデルが発売された

### 様々なメディアへの露出
2008年、ラゾニックエレクトロニクスはi931を発表したが、2011年にはイギリスのファッションデザイナー、ポール・スミスとのコラボレーションにより白い筐体にカラフルなボタンを備えたモデルを発売した。
2013年、ラゾニックはアメリカ有名アーティスト、ラモア・シュプリーム（Lamour Supreme）デザインのストリートウェアブランドであるMishka NYCとのコラボ商品を発売した。
TRC-931は2010年、アメリカのコメディグループ、ザ・ロンリー・アイランドの『Boombox』ミュージックビデオ に登場した。
TRC-931は2006年のアメリカ映画『クラークス2/バーガーショップ戦記』に登場した。
TRC-931 はイギリスの歌手、シェール・ロイドの『Swagger Jagger』ミュージックビデオに登場した 
TRC-931は、1998年アメリカのヘビーメタルバンド、コーンの『Got the Life』ミュージックビデオに登場した。